# Jules Mathé
Pour les personnes ayant le même patronyme, voir Mathé.
Jules Mathé est un footballeur international français d'origine hongroise né le 5 janvier 1915 à Budapest (Autriche-Hongrie) et mort le 19 décembre 1995 à Châtenay-Malabry (Hauts-de-Seine). 
Il a fait toute sa carrière professionnelle au RC Paris. Il jouait au poste d'ailier gauche. Il a été champion de France en 1936 et remporté trois fois la Coupe de France : en 1936, en 1939 et 1940. Il a marqué 36 buts en 162 matchs de championnat.
Il a également joué deux fois avec l'équipe de France en 1939 : il marque un but lors de sa première sélection, contre la Belgique, au Stade du Heysel, le 18 mai, lors d'un match amical gagné 3 à 1.
Il raccroche les crampons en 1948.

## Palmarès
- International français en 1939 (2 sélections et 1 but marqué)
- première sélection : le 18 mai 1939, Belgique-France, 1 -3 (amical)
- deuxième sélection : le 21 mai 1939, France-Pays de Galles, 2-1 (amical)
- Champion de France en 1936 avec le RC Paris
- Vainqueur de la Coupe de France en 1936, 1939 et 1940 avec le RC Paris